# Neivamyrmex guyanensis
Neivamyrmex guyanensis é uma espécie de formiga do gênero Neivamyrmex.